# Germanii din Sudeți
Germanii din Sudeți (în germană Sudetendeutsche) este o denumire alternativă dată populației vorbitoare de limbă germană din Boemia, Moravia și Silezia austriacă, care a fost creată în 1902/1903 de publicistul Franz Jesser (ulterior politician naționalist) pentru populația germană din țările Coroanei boeme. Termenul s-a impus după Primul Război Mondial când această populație a primit cetățenie cehoslovacă conform Tratatului de la Saint-Germain-en-Laye din 1919. Autoritățile noului stat creat au interzis folosirea termenilor „boemi germani”, „moravi germani” și „silezieni germani”. Denumirea „germani din Sudeți” a devenit termenul politic colectiv pentru etnicii germani din zonele Cehoslovaciei în care se vorbea limba germană, respectiv regiunile de graniță ale Boemiei, Moraviei și Sileziei.
Începând din 1945 denumirea de „germani din Sudeți” are o altă conotație politică fiind asociată cu expulzarea germanilor din Cehoslovacia.

## Istorie

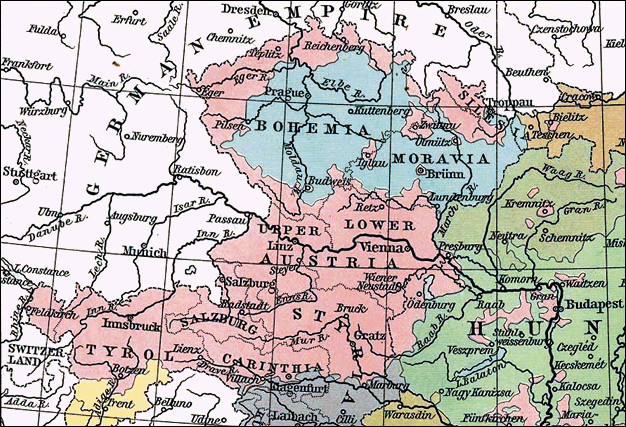
Harta parțială a Imperiului Austro-Ungar în 1911 (distribuția naționalităților și prezența majoritară a germanilor în jurul Boemiei - culoarea roz).

### Apariția denumirii
„Germanii din Sudeți” ca denumire colectivă dată populației germane din Boemia, Moravia și Silezia austriacă a fost creată de Franz Jesser (1869–1954). Conform publicistului Johann Wolfgang Brügel, Jesser a folosit pentru prima dată denumirea în 1902 „într-un ziar național obscur”, aceasta fiind menționată din nou în articolul intitulat „A doua vindecare?” din revista pragheză Der Deutsche Volksbote în 1903, în care autorul făcea distincție între locuitorii vorbitori de limbă germană din țările Coroanei boeme („germanii din Sudeți”) și cei din zona centrală a Austriei („germanii din Alpi”).
Anterior, naturalistul boem Josef Karl Eduard Hoser a folosit denumirea de „locuitori din Sudeți” ca termen etnic într-un tratat despre Munții Karkonosze în 1804. În 1848 etnograful vienez Joseph Vincenz Häufler a descris o „populație din Sudeți” în „Harta lingvistică a monarhiei austriece” (Sprachenkarte der Österreichischen Monarchie), pe care a definit-o ca fiind o „populație veche germană din Munții Karkonosze, în Ținutul Sudeților, Munții Gesenke și în Braunau Kuhländchen”. Cu toate acestea, el a descris populația germană de pe partea boemă a Munților Metaliferi și din Pădurea Boemiei ca fiind parte a „poporului franc”. Folosită ca adjectiv, denumirea Sudetendeutsch a apărut în 1893 într-un articol în publicația Deutsche Worte a politicianului Engelbert Pernerstorfer care se referea la germanii din Boemia, Moravia și Silezia austriacă. În studiul său asupra Europei (1899) geograful Alfred Kirchhoff a descris teritoriul germanilor din Sudeți ca fâșii învecinate care cuprindeau tot vestul și nordul Boemiei, aflate direct lângă teritoriul german din nordul Moraviei și orașul Troppau din Silezia, până la Oder, fără a lua în considerare așezările germane din sudul Boemiei.

Harta lingvistică a Cehoslovaciei 1930 (cehă - roz, slovacă - roz deschis, poloneză - portocaliu, ucraineană - galben, maghiară - verde, germană - mov)

După sfârșitul Primului Război Mondial și întemeierea Cehoslovaciei, „germanii din Sudeți” a fost denumirea colectivă dată celor peste trei milioane de germani din ținuturile boeme, care anterior nu aveau o identitate comună ca germani boemi, moravi și silezieni. Potrivit unei relatări larg răspândite, delegația austriacă (condusă de social-democratul Karl Renner) a propus denumirea de „germani din Sudeți” pentru acest grup în timpul negocierilor de pace de la Saint-Germain-en-Laye din 1919 primind aprobarea generală, în timp ce denumirea alternativă „germani cehoslovaci” a fost respinsă de această populație. Johann Wolfgang Brügel, totuși, a considerat afirmația aceasta ca fiind o legendă și o încercare de a legitima ca inofensivă din punct de vedere politic denumirea „germani din Sudeți” . Aceasta a fost adoptată în limba cehă ca Sudetsky nĕmec și Sudeťák.

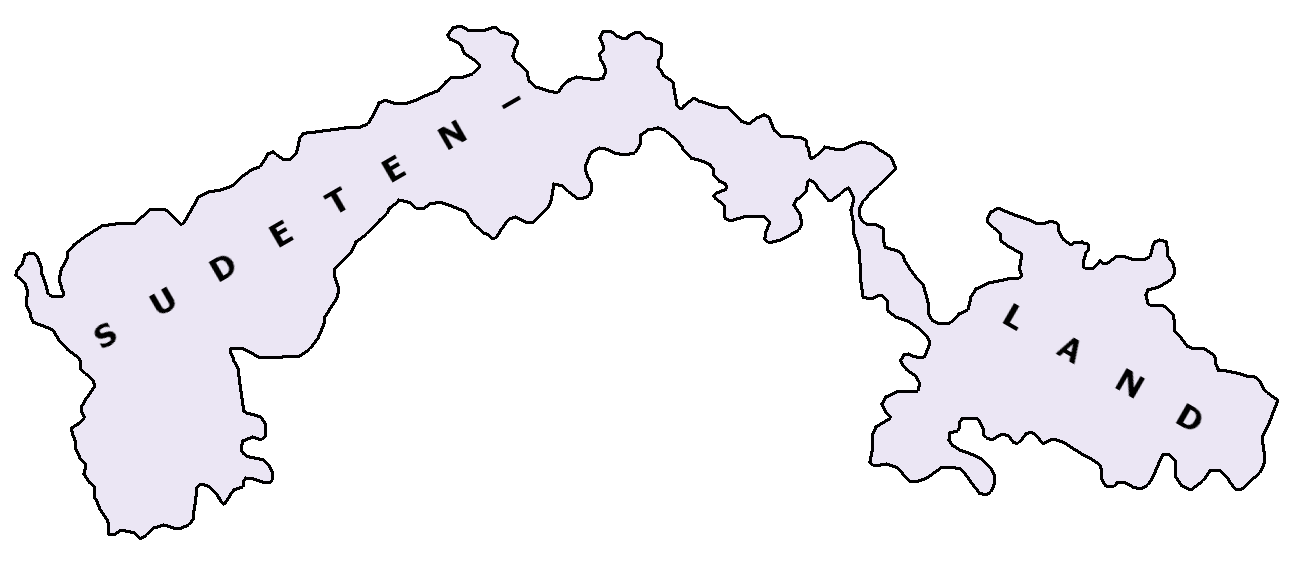
Sudetenland (1941)

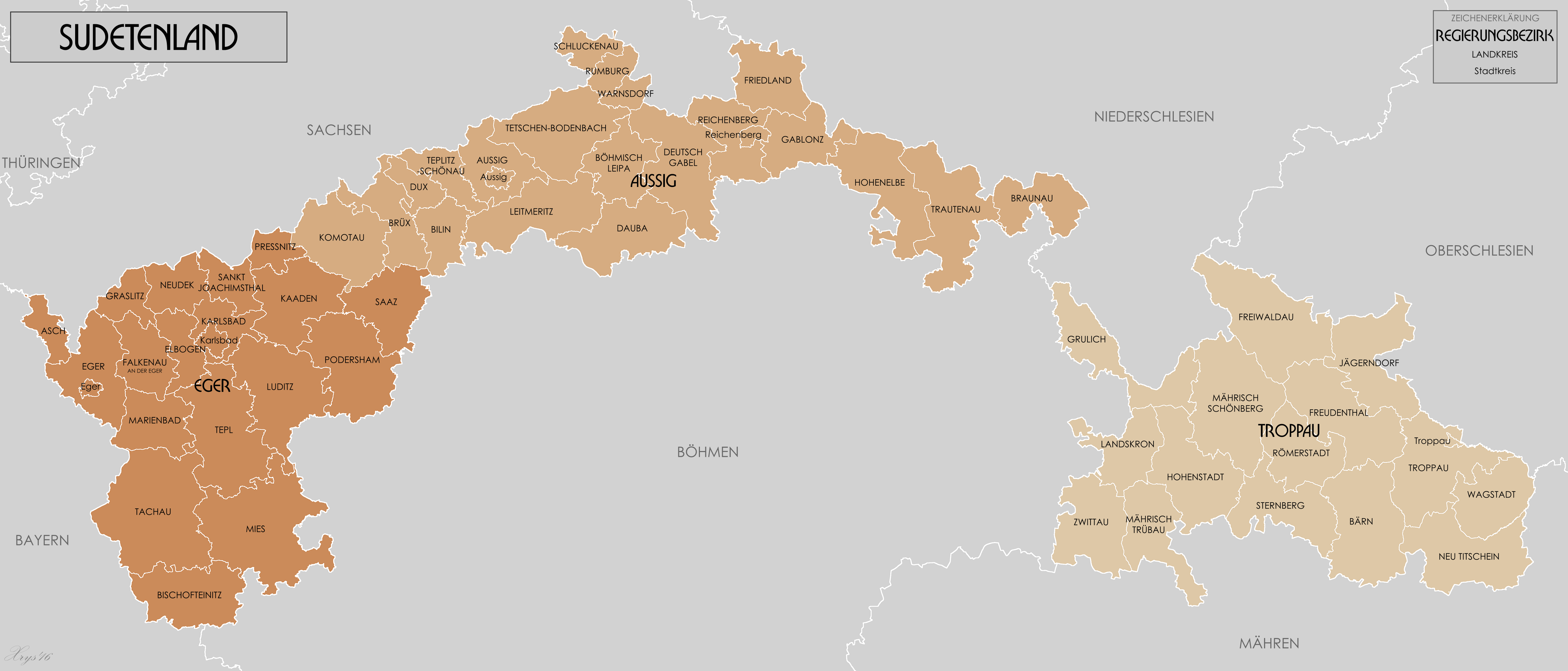
Sudetenland Reichsgau (1944)

Denumirea a fost folosită pe o scară mai largă în anii 1920 și 1930 fiind prima denumire unică pentru toți locuitorii de etnie germană din Boemia și Moravia, care a promovat aspectul unitar al acestei populații, delimitând-o de populația cehă. În mod special înființarea Partidului Germanilor din Sudeți în 1933 și denumirea Reichsgau Sudetenland apărută în 1938, au dus la impunerea acestei denumiri.
Evreii vorbitori de limbă germană din Boemia și Moravia, în general nu erau numărați printre germanii din Sudeți și adesea este neclar dacă acest grup includea doar locuitorii din zonele cu populație majoritar germană de la frontierele de nord, vest și sud ale Republicii Cehe de astăzi – așa-numitul Sudetenland – sau și pe cei din orașele interioare din Boemia și Moravia.

### Între trecut și prezent

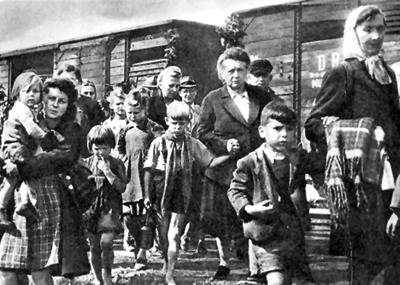
Germani din Sudeți expulzați (1945)

Timp de secole, istoria germanilor din Boemia, Moravia și Silezia nu a cunoscut denumirea de „germani din Sudeți”. Constituirea germanilor din Sudeți ca grup etnic a avut loc în anii 1920 și 1930 din considerente politice naționale. Locuitorii vorbitori de limbă germană din nou înființata Republică Cehoslovacă s-au poziționat diferit față de stat. 
Urmare a Acordului de la München din 29 septembrie 1938, teritoriile în care trăiau etnicii germani au fost anexate de Reich-ul german, iar germanilor din Sudeți, inițial cetățeni cehoslovaci, li s-a acordat cetățenia Reich-ului german. Mulți social-democrați, alți oponenți ai regimului și evrei au fost arestați, închiși, maltratați sau uciși ori au părăsit Reich-ul. Zeci de mii de locuitori de etnie cehă din zonele respective au fost forțați să plece. Separarea intenționată a populației germane de populația cehă a eșuat deoarece noile granițe ale Reich-ului german includeau și zone cu populație majoritar cehă. Sub național-socialiști, societatea germanilor din Sudeți a fost restructurată administrativ, similar Reich-ului german. Cehii au fost asupriți și adesea obligați la muncă forțată. Mulți germani din Sudeți au participat la Holocaust, la genocidul romilor și la alte crime ale regimului nazist. În ultimele zile ale celui de al Doilea Război Mondial, unitățile SS încă active au comis numeroase atrocități ceea ce a declanșat Insurecția de la Praga din 5 mai 1945 în care au căzut victime nu numai membri ai Wehrmacht-ului și SS-ului, ci și numeroși civili germani. Peter Glotz scrie: „Toate acestea explică orgia dezlănțuită împotriva a tot ceea ce nu era ceh, inclusiv, de altfel, anti-naziștii de netăgăduit.” 
În timpul și după ocuparea teritoriului de către americani și sovietici, mulți germani din Sudeți au fugit, având astfel loc o „expulzare spontană” a germanilor de pe teritoriul Cehoslovaciei. Președintele ceh Edvard Beneš a susținut necesitatea înlăturării germanilor, declanșând astfel o serie de „expulzări sălbatice” adesea sângeroase, în care aproximativ 800 000 de oameni și-au părăsit patria. Decretele emise de președintele ceh Beneš au dispus, printre altele, confiscarea tuturor bunurilor populației germane. În 1946 aproximativ alte 2 256 000 de persoane de etnie germană au fost relocate oficial. Doar câtorva muncitori calificați care erau indispensabili, precum și oponenților și celor persecutați de regimul nazist, li s-a permis, respectiv li s-a cerut să rămână. Țările care i-au primit pe cei expulzați au fost Republica Federală Germania, în special landurile Bavaria și Hessa, mai târziu Republica Democrată Germană, în special landurile Saxonia-Anhalt și Turingia și, într-o mai mică măsură, Austria. Integrarea acestei numeroase populații nu a decurs fără probleme și a reprezentat o provocare majoră atât pentru germanii din Sudeți, cât și pentru țările care i-au primit. O mică parte a germanilor din Sudeți au rămas în Cehoslovacia reprezentând astăzi minoritatea germană din Republica Cehă.
Totuși au existat germani din Sudeți care s-au opus rezistență mișcării național-socialiste în rândul germanilor din Sudeți. Academia de Științe din Praga desfășoară un program de cercetare în numele guvernului ceh. Jurnalistul Leopold Grünwald, expert în istoria germanilor din Sudeți, vorbește despre un număr relativ mare de victime. Nume a peste o mie de persoane apar într-o listă (incompletă) a celor executați, membri ai grupului etnic german din Sudeți, iar peste 4000 de nume se găsesc în listele celor închiși și ai prizonierilor din lagărele de concentrare.

### Statistica populației (1910, 1921 și 1930)
| Limbă vorbită (1910), respectiv etnie (1921 și 1930) | 1910      | 1921      | 1930       |
| ---------------------------------------------------- | --------- | --------- | ---------- |
| Cehi                                                 | 6 332 690 | 6 727 408 | 7 264 848  |
| Germani                                              | 3 489 711 | 2 937 208 | 3 070 938  |
| Polonezi                                             | 158 392   | 73 020    | 80 645     |
| Slovaci                                              | –         | 15 630    | 44 052     |
| Evrei                                                | –         | 30 267    | 30 002     |
| Ruși                                                 | 1717      | 3321      | 11 174     |
| Maghiari                                             | 101       | 6104      | 10 463     |
| Alții                                                | 1659      | 2671      | 4125       |
| Cetățeni străini                                     | 87 162    | –         | 158 139    |
| Total                                                | 9 984 270 | 9 795 629 | 10 674 386 |

(Sursa: Anuarul Statistic al Republicii Cehoslovace 1935)